# Гончар Олесь Терентійович
Гончар Олесь (Олександр) Терентійович (ім'я при народженні — Біличенко Олександр Терентійович; 3 квітня 1918, Ломівка, Катеринославська губернія, УНР, нині Дніпропетровська область, Україна —14 липня 1995, Київ, Україна) — український та радянський письменник, прозаїк, літературний критик, політик, громадський діяч. Лауреат двох Сталінських премій (1948; 1949), Ленінської премії (1964), Державної премії СРСР (1982), кавалер трьох орденів Леніна, перший лауреат республіканської премії ім. Шевченка (1962), голова Спілки письменників України (1959—1971), академік НАН України (1978). Герой України (2005, посмертно), Герой Соціалістичної праці (31.03.1978). Кандидат у члени ЦК КПРС в 1976—1990 роках. Член ЦК КПУ в 1960—1966 і в 1971—1990 роках. Депутат Верховної Ради СРСР VI—XI скликань.

## Життєпис

### Ранні роки
Народився 1918 року в селі Ломівка Новомосковського повіту  неподалік Катеринослава (нині у межах Дніпра) у родині Терентія Сидоровича (1890—1941) та Тетяни Гаврилівни (1893—1921) Біличенків.
Після смерті матері, коли хлопцеві було три роки, з Ломівки його забрали на виховання дід і бабуся в слободу Суху Полтавської області. Бабуся замінила майбутньому письменникові матір. Пізніше він згадував, що вона була вірянкою, її пристрасні, поетичні розповіді захоплювали уяву хлопця, її молитвам він завдячував, що залишився живий під час війни. Бабуся назавжди зоставалася для Олеся Гончара втіленням «правди й совісті народної».
Олександр Біличенко 1927 року при вступі до школи записаний як Олесь Гончар (дошлюбне прізвище матері, прізвище бабусі та дідуся по матері; ім'я Олесь з'явилося, бо в класі вже був інший Сашко, тому, щоб розрізняти учнів, хлопця записали як Олесь). Також хлопцеві виписали в сільській раді нове свідоцтво про народження, згідно з яким він начебто народився в Сухій. Відтоді все життя Олесь Гончар вказував у автобіографіях, анкетах і відомостях для довідників як своє місце народження саме село Суху. Вже в наш час вдова Олеся Гончара Валентина розповіла про це, а також про справжнє місце народження.
Як підтвердження, було знайдено запис у метричній книзі Покровської церкви Ломівки про те, що письменник народився саме там.
|                 | Він ніколи нічого не хотів для себе. Був красивий і гордий в юності і в високі свої літа. |
| — Дмитро Білоус |                                                                                           |

### Навчання
Тридцяті роки в житті Гончара — період формування його як митця. До вступу до Харківського університету (1938) він навчався в Харківському комуністичному газетному технікумі (1933—1937), де в той час викладав Шевельов, який пізніше згадував його як свого найздібнішого учня. Юнак працював у 1933-34 в районній газеті в Козельщині на Полтавщині та обласній комсомольській газеті в Харкові і дедалі впевненіше пробував свої творчі сили як письменник.

Олесь Гончар — студент Харківського університету, 1938 рік.

У вересні 1938 року вступив на філологічний факультет Харківського університету. Через багато років письменник згадував: «Коли я переступив поріг університету, у всьому місті, гадаю, не було людини, щасливішої за мене, здійснилася заповітна мрія: з радісним завмиранням серця ступив я в цей сонячний храм науки…»

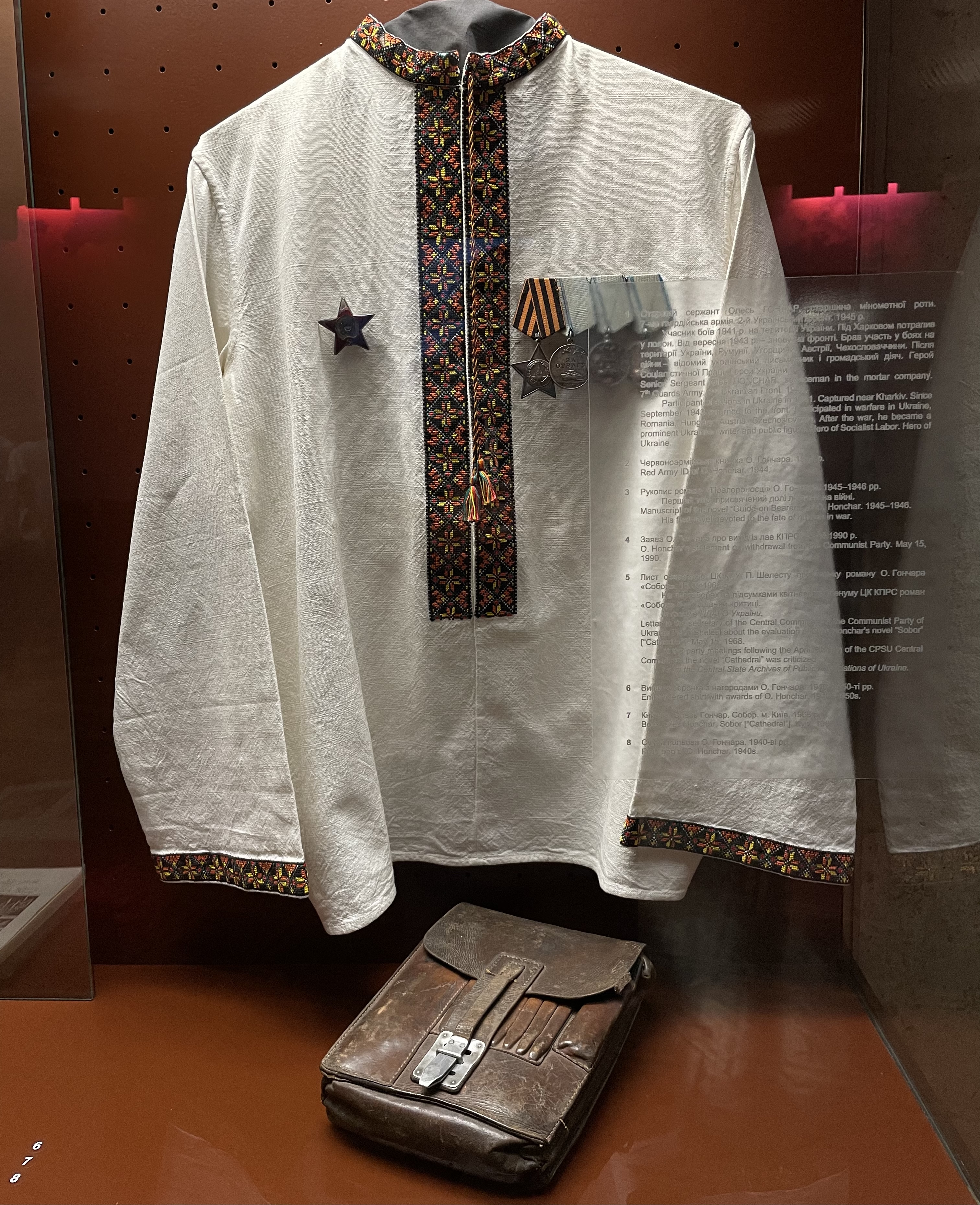
Вишита сорочка з нагородами і польова сумка Олеся Гончара, 1940-ві. Національний музей історії України у Другій світовій війні, Київ

Ранні оповідання й повісті («Черешні цвітуть», «Іван Мостовий» тощо) Гончар присвятив людям, яких добре знав, з якими не раз зустрічався в житті. 1936 року, коли почалася громадянська війна в Іспанії, молодий Гончар мріяв потрапити в саму гущу тих подій. Цьому бажанню тоді не судилося збутися.
Перед початком війни працював над дослідженням про поему Івана Франка «Мойсей» та романом про філософа Григорія Сковороду.

### На фронті

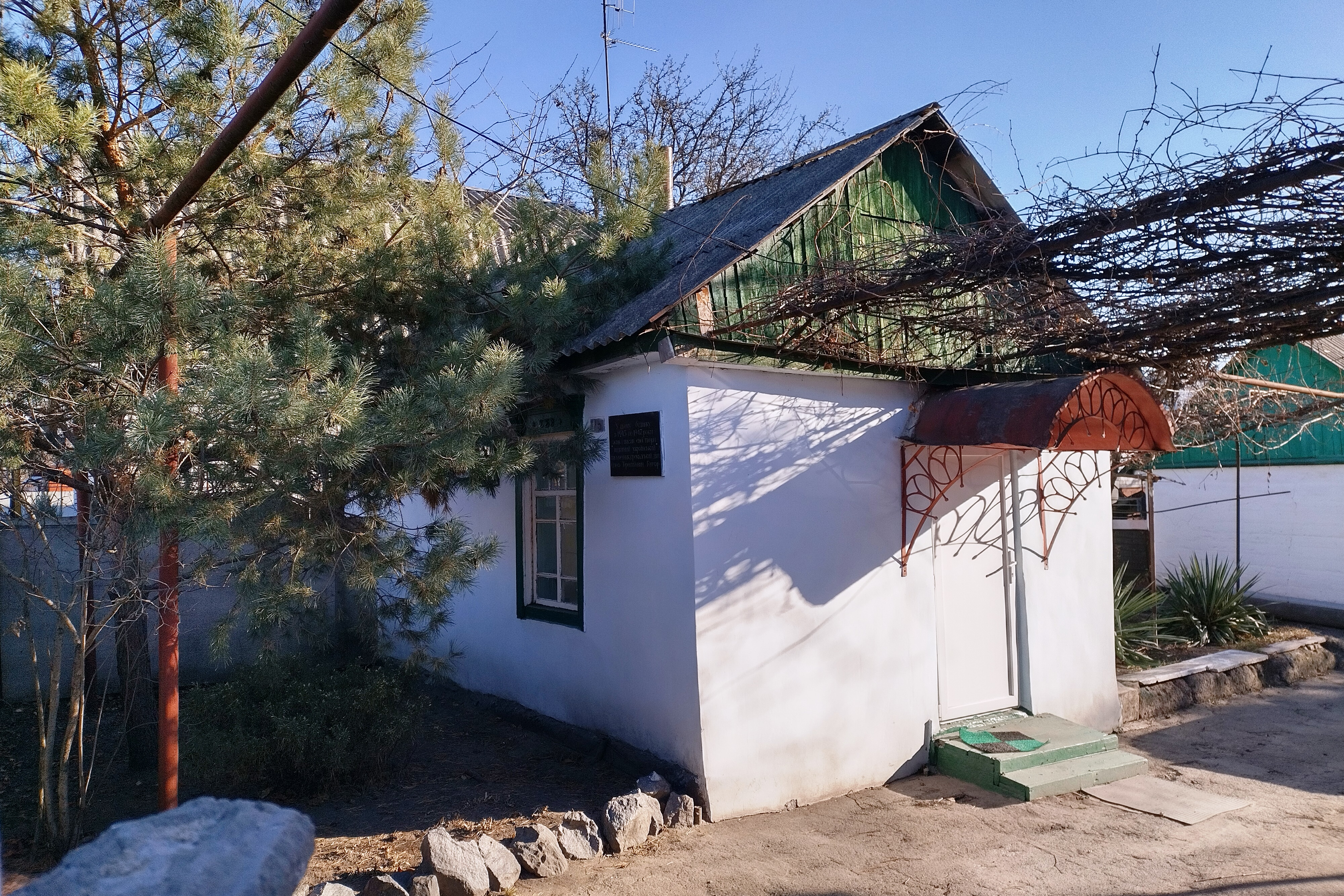
Будинок, у якому мешкав Олесь Гончар, коли перебував у Дніпропетровську

У червні 1941 р. Олесь Гончар у складі студентського батальйону пішов добровольцем на фронт. Про долю цього батальйону письменник написав у романі «Людина і зброя». Влітку 1942 року потрапив у полон, звідки втік 1943-го і продовжував воювати в Червоній армії. Війну закінчив старшим сержантом на посаді старшини мінометної батареї. За словами письменника художника Михайла Іванченка, який служив з Олесем Гончаром в одній частині біля озера Балатон, на той момент він рахувався мінометником, але, насправді, був експедитором продовольчих складів. За спогадами Михайла Іванченка, який був мобілізований в Червону армію при визволенні з полону англійцями, до репатріантів Гончар ставився зверхньо (стаття про Іванченка ). Нагороджений орденами Червоної зірки, Слави 3-го ступеня, трьома медалями «За відвагу».
Був тричі поранений. Один з осколків снаряду залишився в його нозі. Неодноразово знаходився під загрозою загибелі, але кожний раз йому вдавалося врятуватися від майже неминучої смерті.
Незважаючи на заборону командування вести на передовій щоденники, Олесь Гончар занотовував свої фронтові враження. Вірші, що народжувалися в перервах між боями, сам письменник назве згодом «конспектами почуттів», «поетичними чернетками для майбутніх творів». Сьогоднішнє прочитання їх переконує, що це справді так. Ліричний герой «Атаки», «Думи про Батьківщину», «Братів» та інших фронтових поезій Гончара духовно, емоційно близький до героїв повоєнних його романів і новел, передусім — роману «Прапороносці».

### Післявоєнний період
Робота над романом «Прапороносці» тривала три повоєнних роки в Дніпропетровську, де він жив у районі Ломівка в домі у своєї сестри, яка станом на 2013 рік досі там мешкала (нині вул. Клубна, 25, Дніпро). У цей час Олесь публікує ще кілька новел і повість «Земля гуде», завершує навчання у Дніпропетровському університеті (1946). Член ВКП(б) від 1946 року. Головним підсумком цих років стає трилогія «Прапороносці».

Надгробок Гончара на Байковому цвинтарі в Києві скульптор Євген Прокопов

На сторінках журналу «Вітчизна», а згодом і окремим виданням з'явилися всі три частини роману («Альпи», 1946; «Голубий Дунай», 1947; «Злата Прага», 1948). Високу оцінку творові, відзначеному двома Сталінськими преміями, дали тоді Юрій Яновський, Павло Тичина, Олександр Фадєєв, Остап Вишня.

### СПУ
Від 1952 до 1959 року — заступник голови правління, у липні 1959—1971 роках — голова правління Спілки письменників Української РСР, у 1971—1986 роках — секретар правління Спілки письменників СРСР.
У 1973 році підписав колективного листа групи радянських письменників до редакції газети «Правда» щодо Солженіцина та Сахарова.
Від 1973 року — голова Українського республіканського комітету захисту миру, член Всесвітньої Ради Миру, академік Академії наук України.
Письменник Володимир Яворівський 1980 року написав, що до шістдесяти років Гончар зміг
|  | досягти виключно всього, чого спроможен досягти письменник на високому перевалі життя в нашій країні: бути Героєм Соціалістичної праці, бути депутатом Верховної Ради СРСР… Бути кандидатом у члени Центрального Комітету КПРС (брати участь у розв'язанні усіх найглобальніших проблем, які вирішуються не лише в країні, а й на планеті!) |

Працю на ниві художньої прози Гончар постійно поєднує з літературно-критичною творчістю. Почавши ще в студентські роки з праць поетики Михайла Коцюбинського і Василя Стефаника, він згодом створив десятки статей, які вже публікувалися в трьох окремих книгах («Про наше письменство», 1972; «О тех, кто дорог», 1978; «Письменницькі роздуми», 1964) що частково входили до зібрання творів письменника (шеститомного). Твори Олеся перекладали 67-ма мовами, а творчий здобуток письменника засвоюють і вітчизняні, й закордонні майстри слова.

### Розпад СРСР, роки незалежності.

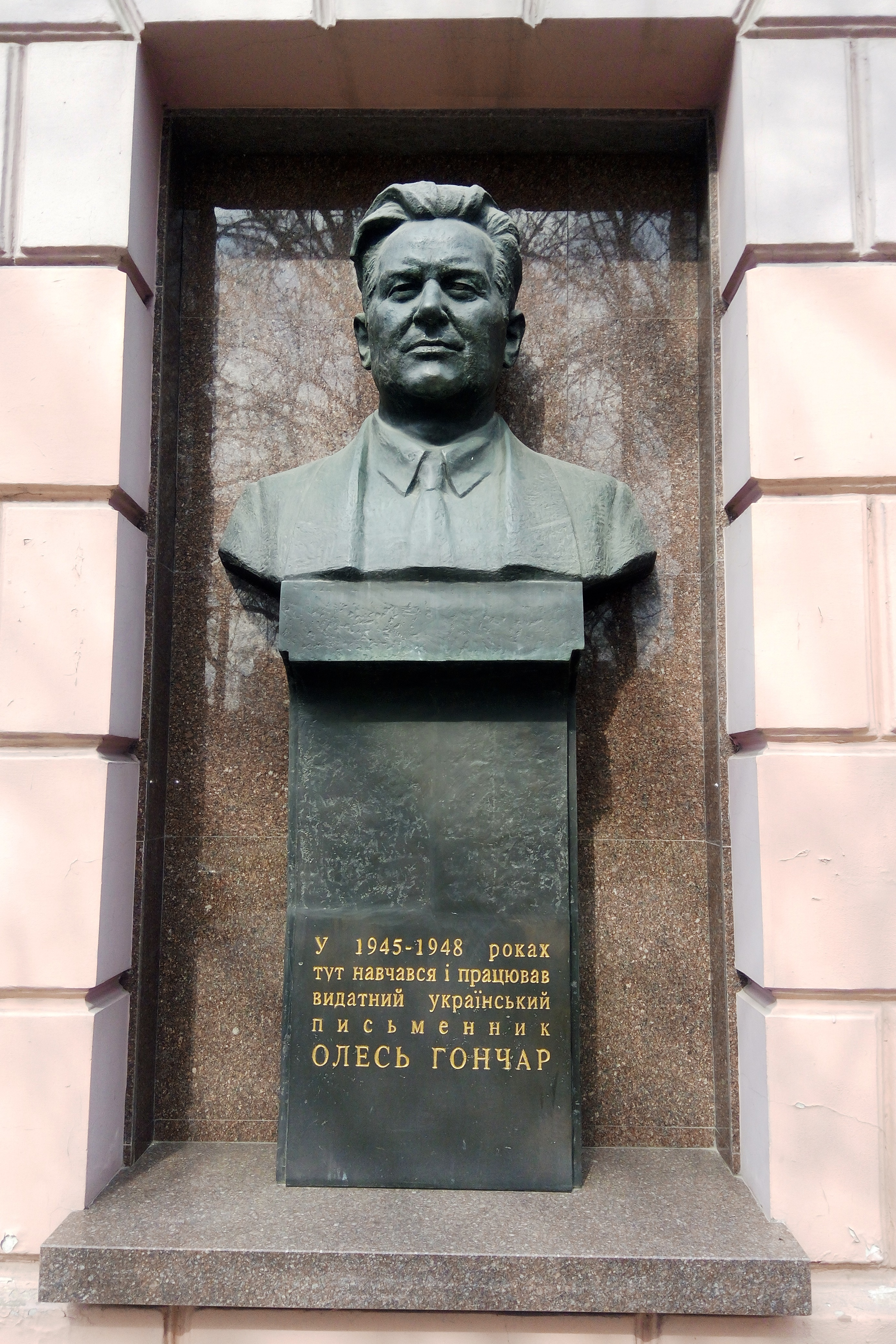
Меморіальна дошка О. Гончару на фасаді корпусу № 2 Дніпровського національного університету

У жовтні 1990 року, О.Гончар під час "Студентської революції на граніті" прийшов у студентський табір, і  на знак солідарності з голодуючими студентами (серед них була і його внучка Леся), задовго до Серпневого путчу у Москві, написав заяву про вихід з КПРС. Заява про вихід з КПРС була надрукована в газеті "Літературна Україна", і завдяки авторитету Олеся Гончара спонукала до масового виходу представників української інтелігенції з лав компартії.
Був одним з тих, хто долучився до створення Народного Руху України.
Помер 14 липня 1995 року. Похований на Байковому цвинтарі (ділянка № 7).

## Творчість
Українська мова, культура, духовність, любов до рідної землі є стрижнем творчості Гончара.
Після завершення роботи над трилогією «Прапороносці» героїка війни і далі хвилювала митця. В кінці 1940-х і на початку 1950-х років він пише низку новел («Модри Камень», «Весна за Моравою», «Ілонка», «Гори співають», «Усман та Марта» й ін.), багато в чому суголосних з «Прапороносцями». У написаній тоді ж документальній у основі своїй повісті «Земля гуде» зображено діяльність молодіжної підпільної організації «Нескорена полтавчанка», очолюваної комсомолкою Лялею Убийвовк.
Видані протягом 1950-х років книги новел «Південь» (1951), «Дорога за хмари» (1953), «Чари-комиші» (1958), повісті «Микита Братусь» (1951) і «Щоб світився вогник» (1955) присвячені мирному життю людей, важливим моральним аспектам їхніх взаємовідносин, а романна дилогія «Таврія» (1952) і «Перекоп» (1957) — історико-революційній проблематиці.
Серед них — романи «Тронка» (1963, у грудні 1964 року письменник передав у бібліотечний фонд грошову винагороду Ленінської премії (1964), присудженої йому за цей роман), «Собор» (1968), «Берег любові» (1976), «Твоя зоря» (1980), повість «Бригантина» (1972), новели «Кресафт» (1963), «На косі» (1966), «Під далекими соснами» (1970), «Пізнє прозріння» (1974) та ін.
Якщо роман «Тронка» приніс авторові Ленінську премію, то доля написаного наприкінці 1960-х років «Собору» склалася менш успішно.

### Кампанія проти роману «Собор»
Роман «Собор» був опублікований у журналі «Вітчизна» 1968 року. Назва роману походить від майже зруйнованого дерев'яного, збудованого без єдиного цвяха, козацького собору, що стояв на тій самій вулиці, де мешкав Гончар. Цей собор стояв у центрі Новомосковська, недалеко від того місця, де жили батьки та сестра письменника. У 1990-х роках собор, який пов'язують з образом собору в книжці, був відбудований.
Перші рецензії на роман після появи у «Вітчизні» були схвальні, але невдовзі критика піддала його тенденційному остракізму, і твір було вилучено з літературного процесу на два десятиліття.
Нищівна кампанія проти роману «Собор» у Дніпрі стала своєрідним каталізатором дисидентського руху в регіоні. Представники патріотичної інтелігенції міста в серпні 1968 року написали лист-протест до органів комуністичної влади в Києві, що став відомий як «Лист творчої молоді м. Дніпропетровська». Автори «Листа» — поет Іван Сокульський та журналіст Михайло Скорик — звернулися до ЦК КПУ, описавши ситуацію, що склалася на Дніпропетровщині у зв'язку з боротьбою проти «ідейно розгнузданного, антирадянского, націоналістичного роману „Собор“». Після оприлюднення «Листа» за кордоном, його авторами зацікавилося КДБ УРСР. Відбувся судовий процес, учасники якого були засуджені до різних термінів ув'язнення.
Олесь Гончар у своїх «Щоденниках» 12 березня 1992 року писав:
|  | Відповідаю другові на листа. Пишу про полеміки з людьми, які були в таборах. Серед них поширене уявлення, що тільки вони боролися з тоталітаризмом, тільки вони захищали українську духовність; а ті, хто був по цей бік табірних дротів, лише, мовляв, догоджали режимові та мовчки чухали чуби. Я ж стояв і стою на тому, що вся Україна в міру можливого захищала себе як націю і що Рух Опору, подібно як свого часу у Франції чи Польщі, і в нас був усенаціональний. Не кажучи вже про суцільно нескорену Галичину, відомо, що й Східна Україна, все наше Подніпров’я, нещадно зрусифіковане, задушене, затероризоване, раз у раз заявляло про себе протестами і воістину мужніми вчинками. В цьому я пересвідчився ще під час «соборної історії», коли тисячі не знайомих мені людей, ризикуючи собою, стали на захист книги й підтримали автора своїми безстрашними листами. Писали робітники заводів, озивалася звідусіль трудова Україна… А Василь Симоненко, Алла Горська, Григір Тютюнник, композитор Івасюк, Маргарита Малиновська, краєзнавець із Запоріжжя Микола Киценко та ще безліч інших? Хіба всі вони не були учасниками всеукраїнського Опору, хоча й судилося їм бути по цей бік концтабірних дротів!.. |

## Політичні погляди
Після публікації у 2008 році  «Щоденників» стало відомо, з яким болем ставився письменник до намагання сталінського режиму знищити всіх незгідних. Відомий його вислів: 
|  | Яка дика епоха! — з гіркотою писав О. Гончар у своєму Щоденнику. — З якою сатанинською силою нищилася Україна! За трагізмом долі ми народ унікальний. Найбільші генії нації — Шевченко, Гоголь, Сковорода — все життя були безпритульними. Шевченків “Заповіт” написано в Переяславі в домі Козачковського, Гоголь помер у чужому домі, так само бездомним пішов із життя й Сковорода… Але сталінщина своїми жахіттями, державним садизмом перевершила все. Геноцид винищив найдіяльніші, найздібніші сили народу. За які ж гріхи нам випала така доля? |

Згідно з публікацією доктора філологічних наук Степаненка у газеті «Літературна Україна» від 19 лютого 2015 року, в «Щоденнику» Гончара містився запис, де письменник пропонував відсікти Донбас «як ракову пухлину». Запис нібито вилучено під час публікації щоденників: 
|  | Донбас – це ракова пухлина, то відріжте його, киньте в пельку імперії, хай подавиться! Бо метастази задушать всю Україну! Що дає Донбас нашій духовності, нашій культурі? Ковбасний регіон і ковбасна психологія! Єдину українську школу й ту зацькували... Ні, хай нас буде менше на кілька мільйонів, але це буде нація. Ми здатні будемо відродитись, увійти в європейську цивілізовану сім’ю... А так ніколи ладу не буде. Буде розбій і вічний шантаж... |

## Громадська діяльність
Був одним із засновників Українського фонду культури.

## Твори

### Романи
- Прапороносці: 
  - Книга 1. Альпи (1946).
  - Книга 2. Голубий Дунай (1947).
  - Книга 3. Злата Прага (1948).
- Таврія (1952).
- Перекоп (1957).
- Людина і зброя (1960).
- Тронка (1963).
- Собор (1968).
- Циклон (1970).
- Берег любові (1976).
- Твоя зоря (1980).

### Повісті
- Стокозове поле (1941).
- Земля гуде (1947) — про Нескорену полтавчанку.
- Микита Братусь (1950).
- Щоб світився вогник (1954).
- Партизанська іскра. Кіноповість (1955).
- Бригантина (1973).
- Далекі вогнища (1986).
- Спогад про океан (1988).

### Збірки оповідань
- Новели (1949).
- Південь (1951).
- Дорога за хмари (1953).
- Новели (1954).
- Чари-комиші (1958).
- Маша з Верховини (1959).
- За мить щастя (1964).
- Далекі багаття (1987).

### Книги нарисів
- Про наше письменство (1950).
- Китай зблизька (1952).
- Японські етюди (1962).
- О наших писателях (1972).
- О тех, кто дорог (1978).
- Письменницькі роздуми (1980).
- Чим живемо: На шляхах до українського Відродження (1991).

## Видання
- Гончар О. Т. Вибрані твори: У 4 т. — К.: Сакцент Плюс, 2005.
- Гончар О. Т. Твори: У 12 т. — К.: Наук. думка, 2001—2009.
- Гончар О. Т. Твори: В 7 т. — К.: Дніпро, 1987.
- Гончар О. Т. Щоденники: У 3 т. / Упоряд. В. Д. Гончар. — 2-ге вид. — К.: Веселка, 2008.
- Гончар О. Т. Берегти світло в душі… / Упоряд. Л. О. Гончар. — К.: Веселка, 2011.
- Гончар О. Т. Чим живемо: На шляхах до українського Відродження. — К.: Укр. письменник, 1992. — 400 с.
- Гончар О. Т. Твори: В 6 т. — К.: Дніпро, 1978—1979.

## Пам'ять

### Пам'ятник у Києві

Пам'ятник у Києві, на розі вулиць Липинського і М. Коцюбинського в парку ім. О. Гончара

Пам'ятник Олесю Гончару відкритий 29 травня 2001 на розі вулиць Михайла Коцюбинського та В'ячеслава Липинського біля входу в парк ім. О. Гончара. Неподалік від цього місця, письменник жив і працював у квартирі 65 в письменницькому будинку «Роліт» (вул. Богдана Хмельницького, 68).
Пам'ятник складається з бронзової фігури О. Гончара, виконаної в повний зріст, яка встановлена на сіру гранітну брилу.
Висота скульптури — 2,4 м, постамент — 0,82 x 1,89×1,47 м.
Скульптори — Володимир Чепелик, А. Чепелик.
Надгробок Гончара на Байковому цвинтарі в Києві скульптор Євген Прокопов.

### Музеї

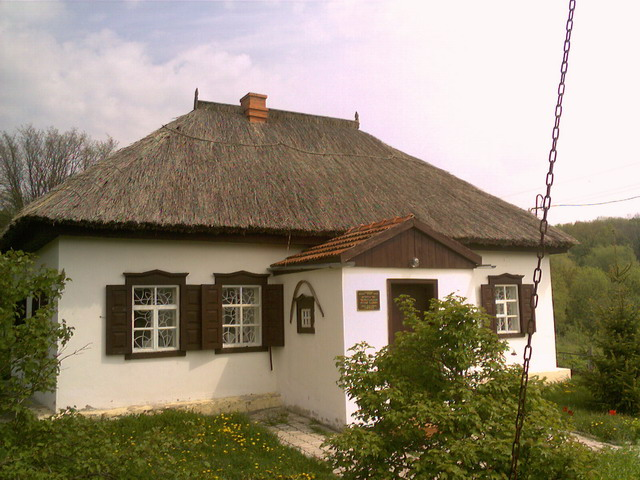
Хата-музей Гончара в селі Суха Кобеляцького району Полтавської області

У селі Сухому Кобеляцького району Полтавської області 28 серпня 2000 відкрито Державний літературно-меморіальний музей-садибу Олеся Гончара. Щорічно 3 квітня та 14 липня в музеї відбуваються літературно-музичні вечори пам'яті письменника.
19 жовтня 2007 року, за ініціативи адміністрації, учнівського та батьківського колективів, у Дніпродзержинській загальноосвітній школі № 25 відкритий літературний музей Олеся Гончара. У створенні музею велику допомогу надали дружина письменника Валентина Гончар, його сестра Олександра Сова, племінниця Віра Сесь і онука Леся Гончар, які передали музею унікальні експонати: особисті речі, рукописи, фотоматеріали.
1 квітня 2008 року до 90-річчя з дня народження Олеся Гончара було відкрито шкільний музей у Спеціалізованій школі № 76 імені Олеся Гончара м. Києва.
3 квітня 2018 в Інституті філології Київського національного університету імені Тараса Шевченка відкрито Музей-кімнату Олеся Гончара. У заході взяли участь міністр культури України Євген Нищук, ректор Київського національного університету імені Тараса Шевченка Леонід Губерський і дружина письменника Валентина Гончар.
У Центральному державному архіві-музеї літератури і мистецтва України зберігається особовий фонд О. Т. Гончара (ф. 34), який  налічує 456 одиниць зберігання архівних документів. Основний масив складають: документи творчої та громадської діяльності, епістолярна спадщина, біографічні та образотворчі матеріали. 

### Вулиці, парки
На честь Олеся Гончара названий парк у Києві та вулиці в містах України:
- вулиця в Києві
- вулиця в Харкові
- вулиця в Дніпрі, до 2003 р. — вул. Кірова, раніше — Цегельна, Полтавська
- вулиця в Івано-Франківську
- вулиця в Білій Церкві
- вулиця в Чернівцях
- Також є вулиця Олеся Гончара в селі Сухе, де минуло дитинство письменника
- вулиця в Чорткові на Тернопільщині
- 20 травня 2015 року в Полтаві вулицю Енгельса було перейменовано на вулицю Олеся Гончара[25].

### Присвоєні імена
Ім'я Олеся Гончара носять:
- Спеціалізована школа № 76 в м. Києві
- Дніпровський національний університет
- Херсонська обласна універсальна наукова бібліотека
- Козельщинська центральна районна бібліотека Полтавської області
- Полтавська обласна бібліотека для юнацтва
- Бібліотека сімейного читання № 155 імені Олеся Гончара м. Києва
- середня школа № 2 м. Кобеляки Полтавської області
- Школа української культури та мистецтв у м. Дніпро

### Стипендії
Засновано чотири державні академічні стипендії імені Олеся Гончара: у Київському національному університеті імені Тараса Шевченка — дві, у Дніпровському державному університеті — одна, в Харківському національному університеті — одна.

### Премії
Засновані премії імені Олеся Гончара:
- Міжнародна недержавна україно-німецька літературна премія імені Олеся Гончара на найкращий твір молодого автора
- Державна літературна премія імені Олеся Гончара[27]
- Літературна премія імені Олеся Гончара — премія Всеукраїнського щомісячника «Бористен»

### Фільми
- «Велетень степів», Дніпропетровський Телетеатр. Фільм-роздум на основі оригінальних текстів щоденників О. Гончара та екранізованих фрагментів роману «Собор»[28]
- «Зодчий душі людської», Національна кіностудія художніх фільмів ім. О. П. Довженка, 2001 рік[29]
- «Олесь Гончар. Собор», Національна телекомпанія України, 2008 рік. Головний герой фільму — роман «Собор». Свідки подій піднімають завісу над історією написання роману та наругою тодішньої влади над ним[30]
- «Олесь Гончар. Журба і радість. Щоденник», телерадіокомпанія «Глас», 2010 рік. Залучені архівні матеріали та сторінки щоденника[31]
- «Світова зоря Олеся Гончара», Студія «Concordant Pictures» та Студентський Інформаційний Канал, 2011 рік. Спогади рідних і близьких людей[32]
- «Олесь Гончар. Люди і Долі», Херсонська ОДТРК «Скіфія», 2014 рік[33]
- «„Собор“ О.Гончара», УТ-1, 1993 рік. Моновистава за романом «Собор» у виконанні народної артистки України Ніли Крюкової[34]
- «Олесь Гончар. Слово як зброя», повнометражний документальний фільм режисерки Катерини Стрельченко, 2022[35]

### Нумізматика

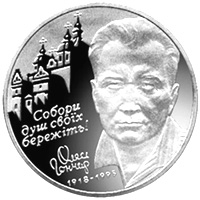
Ювілейна монета 2 гривні Нацбанку України (2000 р.)

31 липня 2000 року Національним банком України у серії «Видатні особистості України» уведено в обіг пам'ятну монету «Олесь Гончар».

### Інше
- Український інститут національної пам'яті в рамках відзначення 83-х роковин Голодомору в Україні у листопаді 2016 року вніс його ім'я до проєкту «Незламні», як відзначення на державному рівні 15 видатних людей, що пройшли через страшні 1932—1933 роки та змогли реалізувати себе[36].
- У журналі «Перець» № 7 за 1978 рік розміщено дружній шарж А.Арутюнянца з нагоди 60-річчя митця[37]

## Родина
Багатьом своїм досягенням у житті письменник завдячував своїй дружині Валентині Данилівні Гончар, з якою познайомився після війни під час свого перебування в Дніпропетровську (тепер Дніпро).
Подружжя мало двоїх  дітей — старша дочка Людмила (перекладач з англійської мови) і син Юрій, біолог за фахом;
Рідна сестра письменника — Олександра Сова — була старша за нього на 4 роки і  померла у віці 101 рік. (4 квітня 1914 — 14 листопада 2015). Саме в її "курені" Олесь Гончар писав роман "Прапороносці".

## Нагороди і премії
- Герой України (2005, посмертно)
- Герой Соціалістичної Праці (31.03.1978)
- три ордени Леніна (24.11.1960; 28.10.1967; 31.03.1978)
- орден Жовтневої Революції (2.07.1971)
- два ордени Трудового Червоного Прапора (16.11.1984; 1.04.1988)[39]
- орден Вітчизняної війни І ст. (11.03.1985)
- орден Червоної Зірки (4.05.1945)
- орден Слави ІІІ ст (4.03.1945)
- орден Дружби народів (22.07.1982)
- медалі
- Сталінська премія ІІ ст. (1948)
- Сталінська премія ІІ ст. (1949)
- Ленінська премія (1964)
- Державна премія СРСР (1982)
- Республіканська премія імені Тараса Шевченка (1962)

### Рекомендована література
- Василенко В. . Роман «Собор» Олеся Гончара у критиці української еміграції 1960–1980-х років // Дивослово. – 2021. – № 5–6. – С. 49–57.